# 해밀턴의 원리
해밀턴의 원리(Hamilton's principle)란 미분방정식을 사용한 고전역학의 기술방식과는 달리 변분법을 사용해 적분방정식으로 고전역학을 기술하는 원리이다. 이 원리는 고전역학에서 시작된 원리이지만, 전자기학, 일반상대성이론, 양자역학, 양자장론등 여러 물리학 분야를 기술하는 최소작용의 원리로 확장되었다. 수학자 윌리엄 로원 해밀턴의 이름에서 유래했다.

## 수학적 설명
해밀턴의 원리는 {\displaystyle N}개의 일반화 좌표 {\displaystyle \mathbf {q} =\left(q_{1},q_{2},\ldots ,q_{N}\right)}로 표현되는 계의 두 상태 {\displaystyle \mathbf {q} _{1}=\mathbf {q} (t_{1})} 와 {\displaystyle \mathbf {q} _{2}=\mathbf {q} (t_{2})} 사이의 변화는 다음과 같은 작용 범함수의 극값이라는 원리이다.
{\displaystyle S[\mathbf {q} (t)]\ {\stackrel {\mathrm {def} }{=}}\ \int _{t_{1}}^{t_{2}}L(\mathbf {q} ,{\dot {\mathbf {q} }},t)\,dt}
여기서 {\displaystyle L(\mathbf {q} ,{\dot {\mathbf {q} }},t)}은 계의 라그랑지안이다. 바꿔말하면, 변화의 일차 섭동은 작용 {\displaystyle S}의 이차 변화를 이끌어 내는 것을 말한다. 여기서 작용 {\displaystyle S}는 어떤 함수를 대입하면 스칼라가 나오는 범함수임에 유의하자. 함수해석학의 표기를 따르면, 해밀턴의 원리는 계의 진화가 다음과 같은 범함수 방정식
{\displaystyle {\frac {\delta S}{\delta \mathbf {q} (t)}}=0}
의 해임을 의미한다. 여기서 기호 {\displaystyle \delta }는 미소 변화를 의미한다.

## 미분방정식을 통한 고전역학의 기술과의 비교
위 사실이 미분방정식을 사용한 고전역학의 기술과 동등함을 보이려면, 위 식으로부터 라그랑주 방정식이나 해밀턴 방정식을 얻어낼 수 있어야 한다.
{\displaystyle \mathbf {q} (t)}를 시간이 {\displaystyle t_{1}} 와 {\displaystyle t_{2}}일 때의 계의 상태 {\displaystyle \mathbf {q} _{1}=\mathbf {q} (t_{1})} 와 {\displaystyle \mathbf {q} _{2}=\mathbf {q} (t_{2})} 사이의 진화라고 하자. 이 계의 일반화 좌표 {\displaystyle \mathbf {q} }를 가상적으로 {\displaystyle \delta \mathbf {q} (t)}변분했다 하자. 그리고 양 끝에서는 계의 상태가 정해져 있으므로, {\displaystyle \delta \mathbf {q} (t)}의 값은 0이 된다.
{\displaystyle \delta \mathbf {q} (t_{1})=0}
{\displaystyle \delta \mathbf {q} (t_{2})=0}
경로가 변함에 따라 작용이 어떻게 변하는지 알아보기 위해 작용에 변분을 취하면,
{\displaystyle \delta S=\delta \int _{t_{1}}^{t_{2}}L(\mathbf {q} ,{\dot {\mathbf {q} }},t)\,dt=\sum _{i}\int _{t_{1}}^{t_{2}}\left[{\partial L \over \partial q_{i}}\delta q_{i}+{\partial L \over \partial {\dot {q}}_{i}}\delta {\dot {q}}_{i}\right]\,dt}
가 된다. 여기서 마지막 항에 부분적분을 쓰면,
{\displaystyle \delta S=\sum _{i}\left[\int _{t_{1}}^{t_{2}}{\partial L \over \partial q_{i}}\delta q_{i}dt+\left.\delta q_{i}{\partial L \over \partial {\dot {q}}_{i}}\right|_{t_{1}}^{t_{2}}-\int _{t_{1}}^{t_{2}}\delta q_{i}{d \over dt}{\partial L \over \partial {\dot {q}}_{i}}dt\right]}
이고 양 끝에서 경로의 변분이 0이므로,
{\displaystyle \delta S=\sum _{i}\left[\int _{t_{1}}^{t_{2}}\delta q_{i}\left({\partial L \over \partial q_{i}}-{d \over dt}{\partial L \over \partial {\dot {q}}_{i}}\right)dt\right]}
이 된다. 최종적으로 해밀턴의 원리는 이 변분의 값이 0인 것을 말하므로 괄호안의 항이 0, 즉
{\displaystyle {\partial L \over \partial q_{i}}-{d \over dt}{\partial L \over \partial {\dot {q}}_{i}}=0}
임을 말한다. 이 해를 라그랑주 방정식과 비교하면 일치함을 확인할 수 있다. 특별히, 이렇게 변분을 통해 얻어진 이 방정식을 오일러-라그랑주 방정식이라고 한다. 따라서 이 최소작용의 원리는 미분방정식을 사용한 고전역학의 기술과 동등함을 알 수 있다.

## 간단한 역사
수학자 피에르 드 페르마가 1662년에 쓴 편지에서 빛은 시간이 최소한으로 걸리는 경로를 지난다는 페르마의 원리를 말한다. 그 뒤 모페르튀가 현대의 최소 작용의 원리의 좁은 의미에 해당하는 모페르튀의 원리를 발표한다. 오일러도 비슷한 시기에 작용원리를 발표한다. 이후 라그랑주, 해밀턴 등이 이러한 방식을 더욱 발전시켜 오늘날 고전역학 전공서에 라그랑주 역학과 해밀턴 역학이 나온다.

## 같이 보기
- 해밀턴-야코비 방정식
- 위상 공간 (물리학)

## 참고 문헌
- 문희태 (2006). 《고전역학》 개정판. 서울: 서울대학교 출판부. 60-5, 274-5쪽.
- Stephen T. Thornton; Jerry B. Marion (2003). 《Classical Dynamics of Particles and Systems》 Fif판. Brooks/Cole. p. 229-231쪽.
- Herbert Goldstein; Charles Poole, John Safko (2002). 《Classical Mechanics》 3판. Addison Wesley. p. 34-6쪽.
- Gray, Chris G (2009). “Principle of least action”. 《Scholarpedia》 4 (12): 8291. doi:10.4249/scholarpedia.8291.